# Syndicats des biologistes
 (novembre 2011).
Si vous disposez d'ouvrages ou d'articles de référence ou si vous connaissez des sites web de qualité traitant du thème abordé ici, merci de compléter l'article en donnant les références utiles à sa vérifiabilité et en les liant à la section « Notes et références ».
Le Syndicat des biologistes (SDB) constitue la première organisation syndicale représentant de biologistes libéraux en France.
Né de la fusion de quatre syndicats de directeurs de laboratoires de biologie médicale, le Syndicat des biologistes a vocation à rassembler, d'une part, tous les biologistes libéraux, quel que soit leur diplôme d'origine et d'autre part de contribuer à en faire la promotion à travers un syndicalisme moderne et de proposition.